# Clio (Carolina del Sud)
Clio és una població dels Estats Units a l'estat de Carolina del Sud. Segons el cens del 2000 tenia 774 habitants.

## Demografia
Segons el cens del 2000, Clio tenia 774 habitants, 302 habitatges i 192 famílies. La densitat de població era de 355,8 habitants/km².
Dels 302 habitatges en un 26,8% hi vivien nens de menys de 18 anys, en un 34,1% hi vivien parelles casades, en un 25,5% dones solteres, i en un 36,1% no eren unitats familiars. En el 33,8% dels habitatges hi vivien persones soles el 15,6% de les quals corresponia a persones de 65 anys o més que vivien soles. El nombre mitjà de persones vivint en cada habitatge era de 2,56 i el nombre mitjà de persones que vivien en cada família era de 3,3.
Per edats la població es repartia de la següent manera: un 27% tenia menys de 18 anys, un 6,7% entre 18 i 24, un 26,4% entre 25 i 44, un 26,2% de 45 a 60 i un 13,7% 65 anys o més.
L'edat mediana era de 37 anys. Per cada 100 dones de 18 o més anys hi havia 74,9 homes.
La renda mediana per habitatge era de 25.313$ i la renda mediana per família de 31.875$. Els homes tenien una renda mediana de 26.364$ mentre que les dones 18.092$. La renda per capita de la població era de 14.215$. Entorn del 23% de les famílies i el 28,9% de la població estaven per davall del llindar de pobresa.

## Poblacions més properes
El següent diagrama mostra les poblacions més properes.